# Anthony Kalik
Anthony Kalik (St Leonards, 5 novembre 1997) è un calciatore australiano, di origini croate, centrocampista dell'Hajduk Spalato.

## Carriera

### Club
Il 26 agosto 2022, dopo due anni e mezzo a Velika Gorica, fa il suo ritorno tra le file dell'Hajduk Spalato firmando un contratto valido fino al 2026. Il 22 gennaio 2023 in occasione del match vinto 2-1 contro il Sebenico, mette a referto la sua prima rete in campionato con la casacca dei Majstori s mora.

### Nazionale
Ha giocato nella nazionale australiana Under-20.

## Palmarès

### Club

#### Competizioni nazionali
- FFA Cup: 1

Sydney FC: 2017
- Coppa di Croazia: 1

Hajduk Spalato: 2022-2023